# فرضية إحصائية
الفرضية الإحصائية هي أي إدعاء أو مقولة تخص وسيط الجمهرة وهذه الفرضية قد تكون صحيحة وقد تكون خاطئة.
كما يطلق عليه تسمية اختبار الفرضيات الإحصائي أو اختبار الفرضيات وهي تعبر عن خوارزمية إحصائية لإتخاذ قرار بشأن فرضية معينة تخص بيانات احصائية (أي تخص أحد الوسطاء مثل المتوسط أو التباين) أو جمهرة احصائية ما. والقرار قد يكون بدعم الفرضية أو رفضها حسب مجال معين من الثقة تحدده طبيعة الدراسة وطبيعة البيانات الإحصائية، ويحدد الاختبار مدى انطباق البيانات المتوفرة مع الفرضية المدروسة مثل وجود علاقة بين خاصيتين لأفراد العينة (الجمهرة) الإحصائية.

## أمثلة على الفرضيات الإحصائية
- عند مراقبة مباريات كرة القدم، إن قولنا أن احتمال فوز فريق ما هو p = 0.45 هي فرضية إحصائية.
- عندما يريد مصنع معين اختبار متوسط عمر المنتج الذي ينتجه فإن قولنا أن متوسط عمر المنتج هو m ،هي فرضية إحصائية.

وهناك عدة أنواع للفرضيات وأيضا عدة تصنيفات:
التصنيفات الرئيسية: 
- الفرضيات الوسيطية: هي الفرضيات التي تتعلق بوسيط الجمهرة وتدخل في علاقة توزيع هذا الجمهرة وتؤثر على الشكل العام للتوزيع. مثال ذلك أن نقول عن وسيط المجتمع m = 7.
- الفرضيات اللاوسيطية: هي الفرضيات التي لا تتعلق بوسيط الجمهرة، ولكن تتعلق بالشكل العام للتوزيع. مثال ذلك أن نقول أن توزيع الجمهرة هو التوزيع الثنائي.

### أنواع الفرضية الوسيطية
1. الفرضية البسيطة: هي أي فرضية إحصائية تحدد تحديدا كاملا التوزيع الاحتمالي لجمهرة الدراسة. مثال: كأن نقول أن متوسط الجمهرة m = 4.
2. الفرضية المركبة: أي فرضية إحصائية لا تحدد تحديدا كاملا التوزيع الاحتمالي لجمهرة الدراسة.مثال ذلك أن نقول أن وسيط الجمهرة m تقع في المجال [ 3، 4 ].